# Route nationale 66 (Suède)
Pour les articles homonymes, voir Route nationale 66.
La route nationale 66 (en suédois : Riksväg 66) est une route nationale entre  Västerås et Sälen en Suède,.

## Présentation
La route bifurque de la route européenne 18 à Västerås et passe au nord-ouest par Fagersta, où elle croise la route nationale 68, Ludvika, où elle croise la route nationale 50, et Björbo, où elle chemine avec la route européenne 16, elle traverse Vansbro et elle croise la route nationale 26 à Malung.
Son tronçon commun avec la route européenne 16 se termine et la route nationale 66 continue dans une direction nord-nord-ouest en suivant la rivière Västerdalälven jusqu'à Dälen, où elle s'écarte de la rivière et continue vers l'ouest-nord-ouest jusqu'à la frontière entre la Norvège et la Suède à Bergulvkjølen.
Du côté norvégien elle est prolongée par la route nationale 25.
La longueur de la route nationale 66, à l'exclusion de l'itinéraire partagé avec la route européenne 16, est d'environ 258 kilomètres.

## Tracé

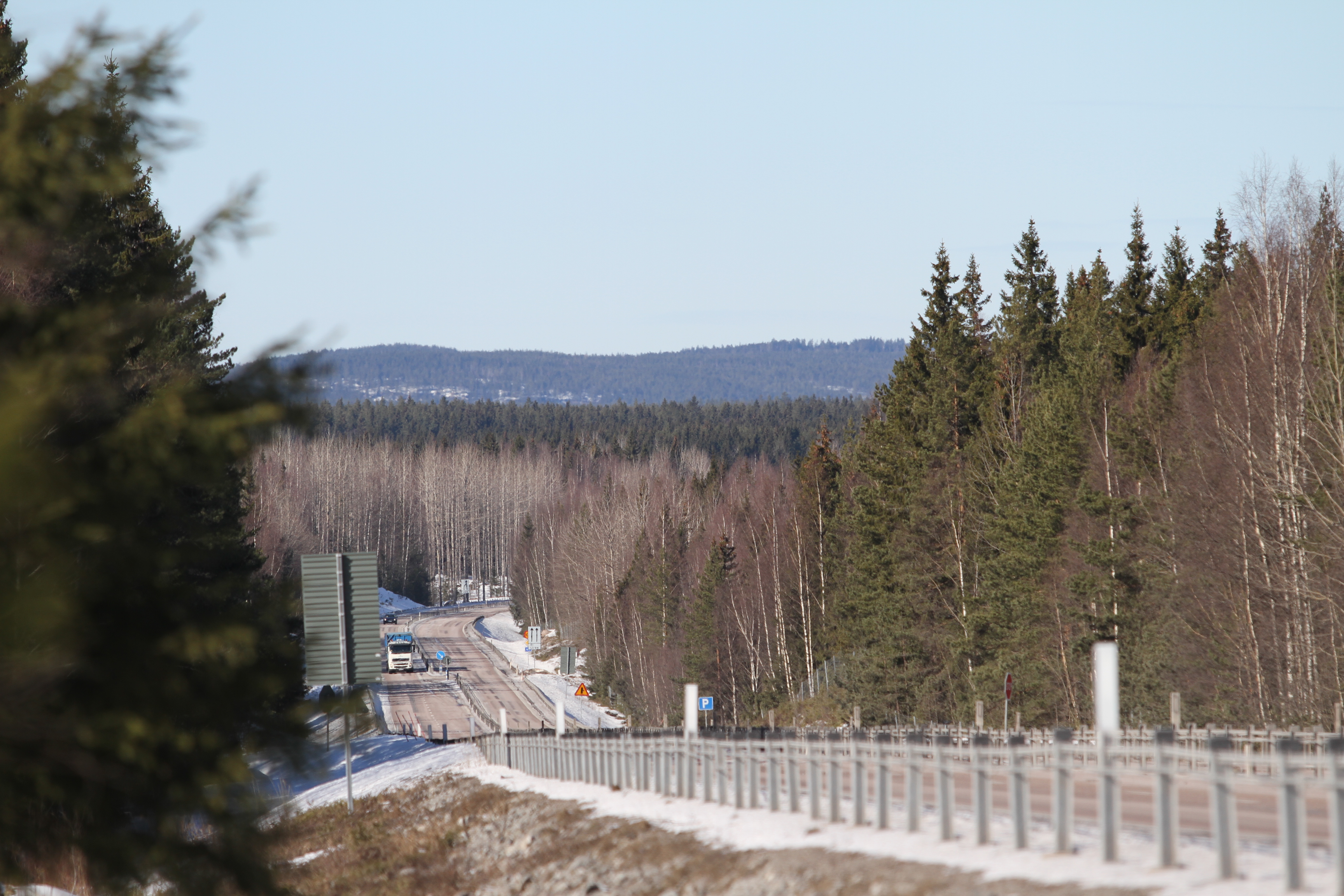
Route 66 et Landsberget.

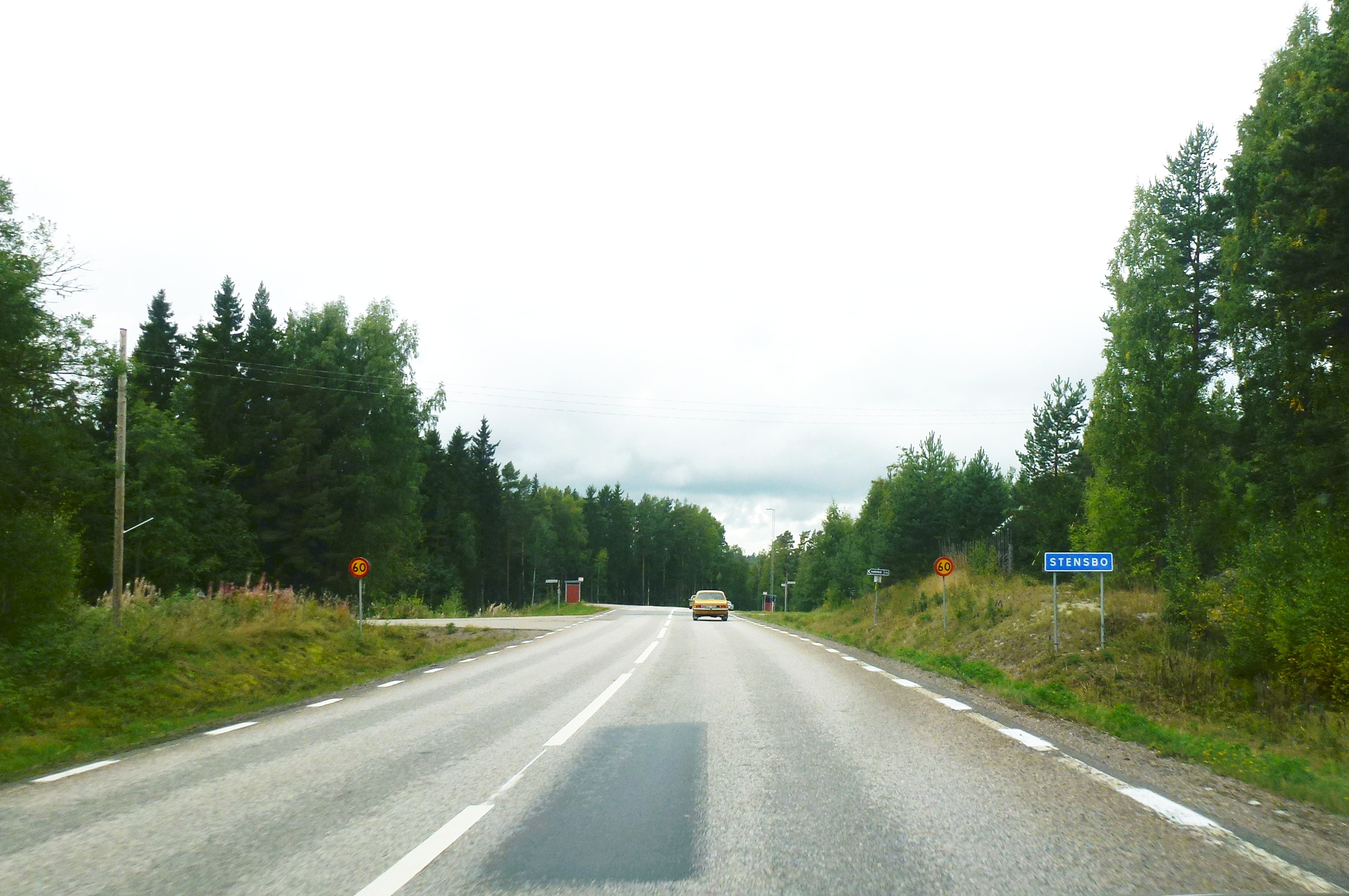
Route 66 à Stensbo

- Västerås
- Surahammar
- Ramnäs
- Virsbo
- Fagersta
- Vad
- Söderbärke
- Smedjebacken
- Lernbo (sv)
- Ludvika
- Sörvik
- Sunnansjö
- Grangärde
- Nyhammar
- Björbo
- Nås (sv)
- Järna
- Vansbro
- Äppelbo
- Yttermalung (sv)
- Malung
- Malungsfors
- Limedsforsen
- Lima
- Transtrand
- Sälen